# Ecituncula longipilosa
Ecituncula longipilosa är en tvåvingeart som beskrevs av Borgmeier 1925. Ecituncula longipilosa ingår i släktet Ecituncula och familjen puckelflugor. Inga underarter finns listade i Catalogue of Life.